# Топлека ди Сопра (Маса-Карара)
Топлека ди Сопра је насеље у Италији у округу Маса-Карара, региону Тоскана.
Према процени из 2011. у насељу је живело 6 становника. Насеље се налази на надморској висини од 586 м.